# 翫当県
翫当県（がんとう-けん）は、中華人民共和国甘粛省にかつて存在した県。現在の隴南市武都区南東部に相当する。
南北朝時代、北魏により設置された。北周が成立すると廃止されている。